# Саммит ШОС в Ташкенте (2004)
Ташкентский саммит Шанхайской организации сотрудничества—2004 (узб. Shanxay hamkorlik tashkilotining Toshkent sammiti—2004, кит. упр. 2004上海合作组织塔什干峰会, англ. Tashkent Summit of the Shanghai Cooperation Organization—2004) — ежегодное заседание Совета глав государств — членов организации, прошедшее в 4-й раз 16—17 июня 2004 года в столице Узбекистана.

## Участники

### Главы государств и делегаций
Страна-хозяйка и лидер выделены жирным шрифтом. Главы остальных государств — членов и государств — наблюдателей организации, а также приглашённые гости указаны в алфавитном порядке русского языка.
- Узбекистан — президент Ислам Каримов (председатель)
- Афганистан — глава переходного правительства Хамид Карзай
- Казахстан — президент Нурсултан Назарбаев
- Китай — председатель Ху Цзиньтао
- Кыргызстан — президент Аскар Акаев
- Монголия — специальный представитель президента, министр иностранных дел Лувсангийн Эрдэнэчулуун
- Россия — президент Владимир Путин
- Таджикистан — президент Эмомали Рахмон

### Руководители постоянно действующих органов ШОС
- исполнительный секретарь Чжан Дэгуан
- директор Исполнительного комитета Региональной антитеррористической структуры Вячеслав Касымов

### Руководители международных организаций
Также на саммите участвовали и представители других международных организаций.

## Повестка дня
Основным вопросом встречи было обеспечение региональной безопасности.
В дни проведения саммита с участием глав государств в Ташкенте состоялось открытие штаб-квартиры исполнительного комитета региональной антитеррористической структуры.

## Результаты
По итогам саммита подписаны Ташкентская декларация глав государств — членов ШОС и Конвенция о привилегиях и иммунитетах организации.
Также подписано соглашение между государствами — членами Шанхайской организации сотрудничества о сотрудничестве в борьбе с незаконным оборотом наркотических средств, психотропных веществ и их прекурсоров.
Также подписаны следующие соглашения:
- об обеспечении защиты секретной информации в рамках Региональной антитеррористической структуры ШОС[8];
- между Правительством Китая и Шанхайской организацией сотрудничества об условиях пребывания секретариата организации в КНР[9];
- между Правительством Узбекистана и Шанхайской организацией сотрудничества об условиях пребывания РАТС ШОС в Республике Узбекистан[10].

Утверждено положение о статусе государства — наблюдателя при Шанхайской организации сотрудничества. Первой страной, получившей такой статус стала Монголия.
День основания «шанхайской шестёрки» (15 июня) установлен в качестве «Дня ШОС».
Председательство в организации на период 2004—2005 гг. перешло к Казахстану.